# KOS
KOS je kratica za zloglasnu Kontraobavještajnu službu koja je bila sastavni dio JNA u nekadašnjoj SFRJ. KOS je nastao 1946. od Trećeg odsjeka OZNE pri Ministarstvu narodne obrane. Zadaće su bile "kontraobavještajna zaštita, borba protiv unutrašnjeg neprijatelja, suprotstavljanje fašističkoj i ekstremnoj emigraciji, borba protiv težih slučajeva razbijanja moralno političkog jedinstva i zaštita tajnosti". Posljednji načelnik je bio general Aleksandar Vasiljević.
Na teritoriju Republike Hrvatske u obavještajno-sigurnosnom sustavu bilo je preko 2500 časnika. Stavio je pod svoju dominaciju velike proizvodne sustave: INU, Astru, Ingru, Končara, brodogradnju i dr. 
Po svojoj prirodi sustav KOSa sustavno se pod izlikom "čuvanja ustavom utvrđenog poretka, teritorijalne cjelokupnosti i suvereniteta SFRJ" odnosno integralnog jugoslavenstva borio najprije protiv demokratizacije i transparentnosti u tadašnjoj državi, a potom početkom 90-ih i protiv početaka tranzicijskih procesa koji dovode do raspada SFRJ pripremajući i provodeći oružanu agresiju protiv Slovenije a napose protiv Hrvatske.

## Povijest
Nakon donošenja Ustava Federativne Narodne Republike Jugoslavije (FNRJ), 31. siječnja 1946. godine, reorganizirane su sigurnosne-obavještajno službe. U ožujku 1946. od Prvog i Drugog odsjeka OZNE formirana je pri Sekretarijatu unutrašnjih poslova Uprava državne bezbjednosti (poznata kao UDBA), dok se od Trećeg odsjeka OZNE pri Sekretarijatu narodne odbrane formira Kontraobavještajna služba Jugoslavenske armije (KOS). Prema zapovijedi Vrhovnog zapovjednika od 14. rujna 1955. KOS se preformirao u Službu sigurnosti (Organ bezbednosti) Jugoslavenske narodne armije (JNA).
Nakon smrti Josipa Broza Tita, 10-ak godina prije raspada Jugoslavije, KOS se aktivno dao u službu Slobodana Miloševića i samim time otvorenije u službu velikosrpske politike, koja je od samog njegovog osnutka u KOS-u igrala značajnu ulogu, naslijeđenu još iz OZNE. 

## Uloga KOS-a krajem '80-ih i početkom '90-ih godina
Jugoslavenska vojna kontraobavještajna služba imala je važnu ulogu u pripremi agresije na Hrvatsku i Bosnu i Hercegovinu.
Gotovo svi čelnici pobune u Hrvatskoj bili su suradnici te službe, koja ih je usmjeravala, naoružavala, obučavala i štitila od policijskih snaga. Pored opremanja paravojnih postrojbi, protuobavještajna služba planirala je i terorističke akcije, koje su opet bile dio šireg plana političke kompromitacije i blokade novoformiranih republičkih vlasti. U isto vrijeme obavještajno-sigurnosne službe JNA u BiH, uz pomoć većeg dijela srpskih kadrova u MUP-u i drugim institucijama provodile su različite akcije, pa i terorističke.
U veljači i ožujku 1990. godine KOS je simulirao razne inačice izbornih rezultata na temelju kojih su srpski kontraobavještajni oficiri procijenili da bi HDZ mogao dobiti i do 50 posto glasova, od toga najviše na području Zagreba. To je bilo dovoljno da se tajno naredi i protupravno provede (uglavnom bez znanja i dozvole najviših struktura tadašnjih vlasti) oduzimanje oružja iz skladišta Hrvatske Teritorijalne obrane (257-260.000 komada lakog i srednjeg streljačkog i topničkog oružja).
Uz vojnu policiju i vojnu sigurnost unutar vojarni, u svakoj armijskoj oblasti i većim garnizonima širom bivše Jugoslavije za čisto protuobavještajne poslove postojale su tzv. kontraobavještajne grupe - KOG, sastavljene isključivo od profesionalaca (u Hrvatskoj je stalno operiralo skoro 2.000 pripadnika KOS-a).
KOS je proveo niz prikrivenih akcija u službi velikosrpske politike prije i nakon osamostaljenja Hrvatske, kao primjerice podmetanje bombe pred Židovskom općinom u Zagrebu 19. kolovoza 1991. godine, teroristička akcija miniranja židovskih grobova na Mirogoju (akcija "Labrador"), ili miniranja partizanskog groblja u Mostaru.
Sudjelovanje tima "Opera" iz sastava KOS-a Ratnog zrakoplovstva JNA u psihološko-propagandnoj aktivnosti protiv Hrvatske također su dio poznatih operacija KOS-a tijekom Domovinskog rata. U okviru te operacije iskorištena je televizija da bi se snimke stradalih Hrvata s područja Slavonije plasirale kao srpske žrtve hrvatskih zločina. "Opera" je označavala Odjeljenje za propagandni rat.
Iz propagandne radionice jugoslavenske vojne kontraobavještajne službe stiglo je i objašnjenje što je to bio famozni "Hercegovački zid". U knjizi Branka Ilinčića  "Jugoslovenska kriza i rat 1991-1995." objavljenoj u Beogradu 2000. piše: "MASPOK je 1970. pripremao secesionistički udar u stilu 'noći dugih noževa'." Autor je zatim citirao general-pukovnika JNA Pavla Jakšića koji je napisao: "Tada je u Zagrebu bio obrazovan hercegovački zid. Oko 300 ustaša iz zapadne Hercegovine, obučenih u policijska odela, bili su snabdeveni kombi-automobilima Zastava i lažnim policijskim legitimacijama i nalozima da, na Badnju noć, svirepo pobiju na Sljemenu oko 1.000 boraca NOR-a, protivnika Maspoka i da uspostave ustašku NDHrvatsku."
KOS i UDBA odigrali su ključnu ulogu u pripremi i provođenju pobune Srba u Hrvatskoj kao svojevrsne diverzanske sastavnice agresije na Republiku Hrvatsku. 

## Vanjske poveznice
- Izvješće OB Glina od 21. lipnja 1992.  Arhivirana inačica izvorne stranice od 28. veljače 2013. (Wayback Machine)
- International Criminal Tribunal for the former Yugoslavia, 'questioning' transcripts on Operations "Labrador" and "Opera".